# ヴィーナスに訴えるキューピッド
『ヴィーナスに訴えるキューピッド』（ヴィーナスにうったえるキューピッド、独: Venus mit Amor als Honigdieb、英: Cupid Complaining to Venus）は、ドイツ・ルネサンス期の画家ルーカス・クラナッハ (父) が油彩で制作した絵画で、ロンドン・ナショナル・ギャラリーに所蔵されている。 ヴィーナスが上げている足の下の石には、 リングを咥えている翼の生えたヘビの図案があるが、これは1508年にザクセン選帝侯フリードリヒ3世からクラナッハに与えられた紋章である。
クラナッハと工房による約20点の同様の作品が知られ、ギュストロウ宮殿にある1527年の最初期の作例から1545年のグラスゴーのバーレル・コレクションのものまで、様々なポーズをし、ほかの細部も異なる人物像が描かれている。ニューヨークのメトロポリタン美術館は、現存するヴァージョンの数は、この主題の絵画がクラナッハの最も成功した構図のうちの1つであったことを示すものであると述べている。

## ロンドン・ナショナル・ギャラリーの作品
1963年にロンドン・ナショナル・ギャラリーが購入したヴァージョンは、おそらく初期 (1526-1527年ごろ) の作例である。この作品は他の作品より精緻に描かれており、ギュストロウ宮殿のヴァージョンと同じくらいの大きさで、1531年に制作されたローマのボルゲーゼ美術館のヴァージョンを別とすれば他の作品より大きい。クラナッハは、ヴィーナスとキューピッドが登場する絵画を少なくとも、現在サンクトペテルブルクのエルミタージュ美術館にある『ヴィーナスとキューピッド』 (1509年) 以降度々描いている。
ロンドン・ナショナル・ギャラリーの作品は本来は板上に描かれていた。制作年は記されていないが、クップリン (Koepplin) とフォーク (Falk) は1526-1527年という制作年を提唱している。ドイツ語では『ハチミツ泥棒のキューピッドといるヴィーナス』という題名で知られ、青空の下、緑豊かな風景の中にいる2人の愛の神を描いている。   作品は、愛の喜びと苦痛のアレゴリーであると解釈され、また、おそらく性感染症の危険への警告となっている。
翼のあるキューピッドは、リンゴの木の左側に立っている。彼は、おそらく幹の下部の穴から採ったハチの巣を持っており、ハチミツを盗まれて激怒しているミツバチに刺されている。ミツバチは彼の顔の周りを飛び回り、さらに多くのミツバチが幹の穴から出てきている。
木の右側にいるヴィーナスは豊満な女性として描かれている。左手で木の枝を掴んでおり、左足を別の木の枝の上にのせている。彼女はキューピッドにほとんど同情しておらず、キューピッドの恋の矢で引き起こされる苦痛は、ミツバチに刺されるよりひどいもので、長く続くものだと指摘している。
ヴィーナスは、ダチョウの羽が周囲についた赤色と金色の布の帽子と、2つのネックレス (金の鎖と宝石のある首輪) だけを身に着けている。クラナッハは、あたかも宮廷の美女がモデルとしてポーズをとるために衣服を脱いだかのように、すらりとして貴族的なヴィーナスを当時のザクセン選帝侯領の最先端のファッションで飾り立てている。彼女は誘惑するような目で鑑賞者を見ているが、クラナッハはしばしば裸体女性像をこのように描いた。16世紀のドイツでは、ヴァイバーマハト (weibermacht＝男性に勝る女性の力) という主題が人気であった。クラナッハの官能的なヴィーナス像は、恋の苦痛ならびに誘惑そのものに対する警告なのである。なお、リンゴといっしょに表されているヴィーナスのポーズは、クラナッハのイヴの絵画との関連性を示している。 
背景の左側の木々には牡鹿と女鹿が隠れているが、この部分は絵画の依頼者に喜ばれたであろう。当時、狩猟は支配者階級に人気のある余暇であった。右側の岩山の上と側面には城塞があるが、それは下の水面に映っている。濃い青色の空は明るくなって、だんだんと暖かいピンク色と黄色の色調に変化しているが、これは太陽がちょうど沈んだところであることを示唆している。
絵具は、鉛白で下塗りされ、糊で固定された粉状の炭酸カルシウムの地に塗られている。赤色の下絵の様子はいまだに見出せる。使用されている顔料は、青空には藍銅鉱と鉛白、緑の葉には緑青と鉛錫黄色、赤いリンゴには鉛白とレーキ顔料、朱色である。そして、鉛錫黄色が黄色のハイライトに、黒色が下塗りに使われている。
1962年6月、ニューヨークのソープ兄弟 (Thorp Brothers)  が作品を板からメゾナイトの支持体に移したが、裏面は板絵の作品に似せて、マホガニーの突板が付けられた。1963年に洗浄と修復がなされた。

## 典拠となった文献
絵画の主題は、古代ギリシアの詩人テオクリトスの『牧歌19』の「Keriokleptes」(ハチミツ泥棒) に触発されている。この詩では、キューピッドがハチに刺されたことを嘆き、ヴィーナスはそれをキューピッド自身が射るほろ苦い恋の矢に喩える。この詩は1520年代に最初にドイツ語に訳されており、クラナッハのドイツ人庇護者によって彼に提案されたのかもしれない。画面上部右側の青空の上には、直接黒い文字で描かれたラテン語の銘文がある。それは読み取りづらいが、本作が一連の絵画の最初のヴァージョンであることを示唆している。というのは、後のヴァージョンは、銘文が白い銘板に記されているからである。4行の銘文は、テオクリトスの詩文のラテン語訳から採られており、その訳はエルコレ・ストロッツィ 、フィリップ・メランヒトン、あるいはゲオルク・サビヌスに帰属されている。詩文は以下のものである。
| ラテン語の本文 | 再構成 | 日本語訳 |
| --- | --- | --- |
| DVM PVER ALVE[...] IN C[...] FVRAN[...] DIGITVM CV[...]IS SIC ETIAM [...] BREVI[...]TA QVAM [...]IMVS TRI[...]T[...] DOLOR N[...]ET | DVM PVER ALVEOLO FVRATVR MELLA CVPIDO FVRANTI DIGITVM CVSPIDE FIXIT APIS SIC ETIAM NOBIS BREVIS ET PERITVRA VOLVPTAS QUAM PETIMVS TRISTI MIXTA DOLORE NOCET | キューピッドがハチの巣からハチミツを盗んでいると ハチが彼の指を刺した 我々もまた一瞬の危険な喜びを求める その喜びは悲しみが混ざったもので、我々に苦痛をもたらす |

## 歴史
ロンドンのナショナル・ギャラリーにあるヴァージョンは、16世紀の制作後ほぼ4世紀、フランクフルトの美術収集家エミル・ゴルトシュミット (Emil Goldschmidt) の1909年の死後に売却されるまで知られていなかった。
1909年の売り立てで、ロンドンの作品はケムニッツの実業家ハンス・ヘルマン・フォーゲル (Hans Hermann Vogel) に購入され、後の1935年に彼の未亡人により売却された可能性がある。購入したのは、ドイツ自動車工業会の会長ロバート・アルマースで、ルーカス・クラナッハの作品として『ハチミツ泥棒のキューピッドといるヴィーナス』という題名が付けられた。 1937年には、アドルフ・ヒトラーにより購入された可能性がある。実際、作品はヒトラーが1925年の自伝的著書『我が闘争』の印税で購入したクラナッハ作品なのかもしれない。ベルヒテスガーデンにあったヒトラーの個人コレクション中の、写真に撮られたクラナッハ作品であるのかもしれない。 
作品は、いくぶん不透明な状況でアメリカのパトリシア・ロックリッジ・ハートウェル (Patricia Lochridge Hartwell) により1945年に購入された。後の情報によると、南ドイツの倉庫を監視していたアメリカ人兵士が、彼女が1点を選び、持ち去ることを許可したのだという。絵画は、1962年にニューヨークのE. ＆ A. シルバーマン (E. & A. Silberman)  を通して売却され、翌年、ロンドンのナショナル・ギャラリーに購入された。
絵画の1909年から1945年までの来歴は不明である。2006年に、作品はナチス・ドイツによる略奪品である可能性があると特定化された。本来の所有者の相続者たちが絵画の返還を要求する可能性があるかもしれない。相続者がいるとしても、誰なのかは不明である。

## ヴァージョン

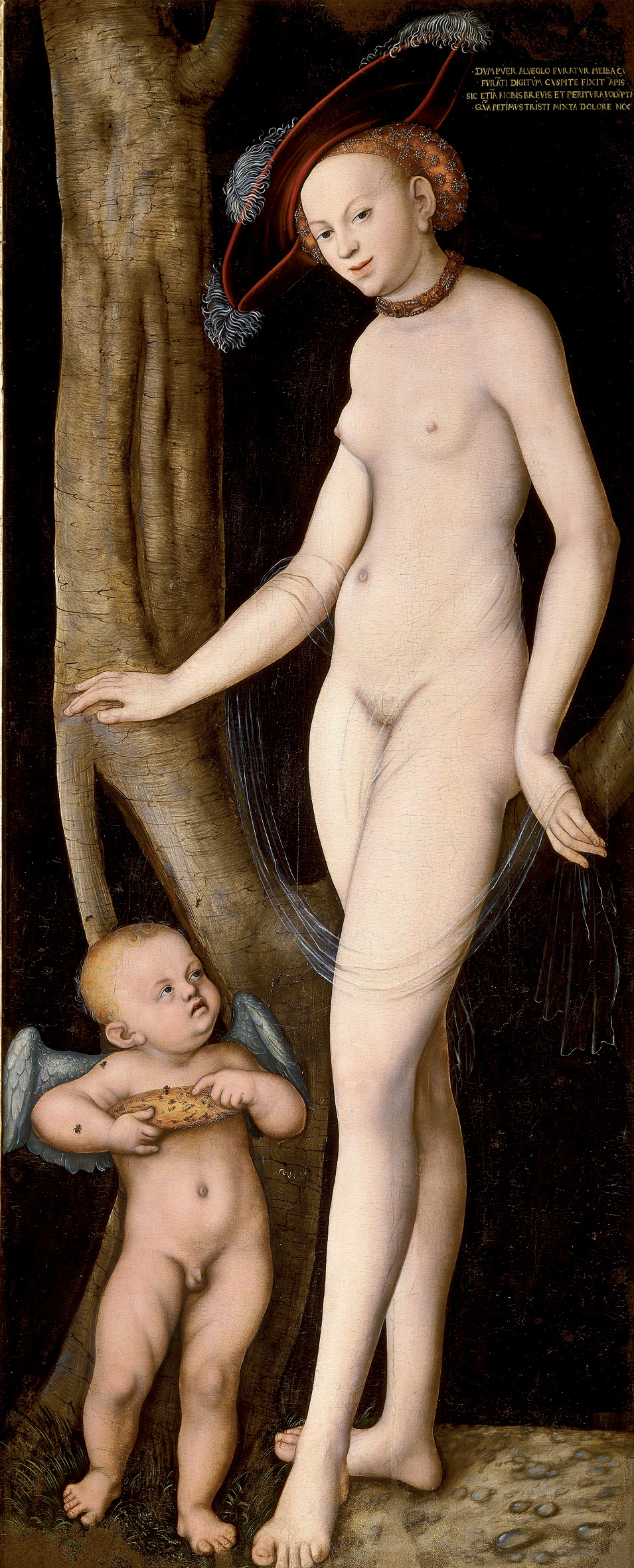
『ハチミツ泥棒のキューピッドといるヴィーナス（英語版）』、ボルゲーゼ美術館、ローマ、 1531年
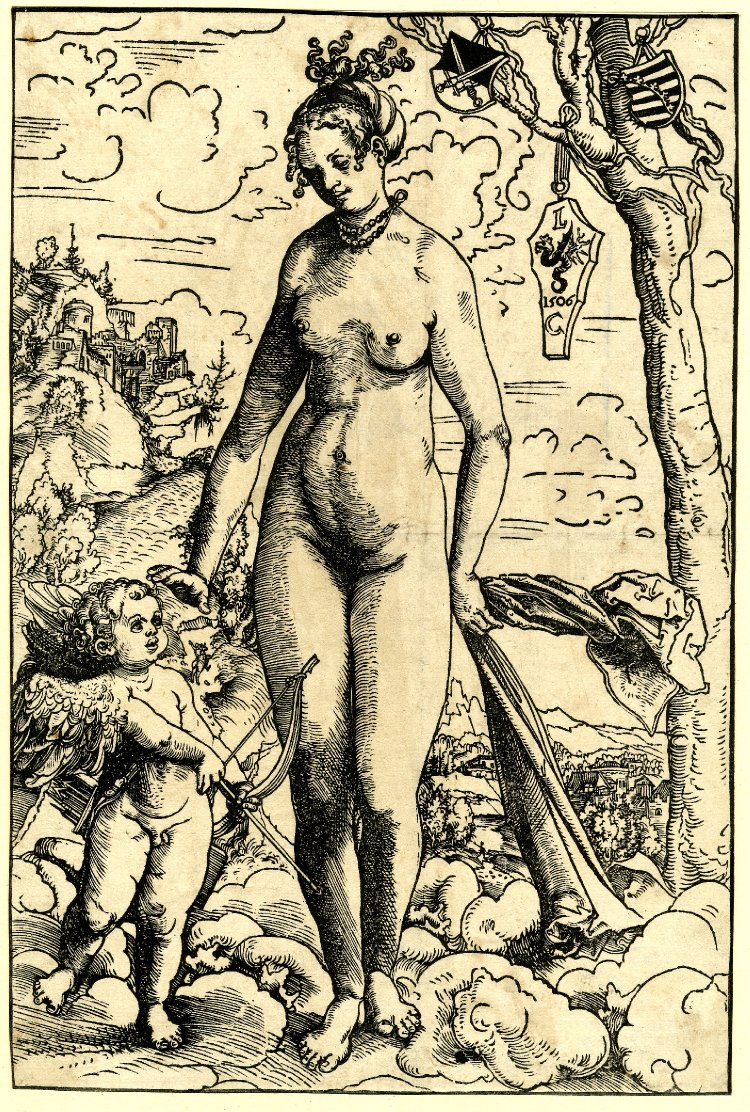
『ヴィーナスとキューピッド』、1508–1509年
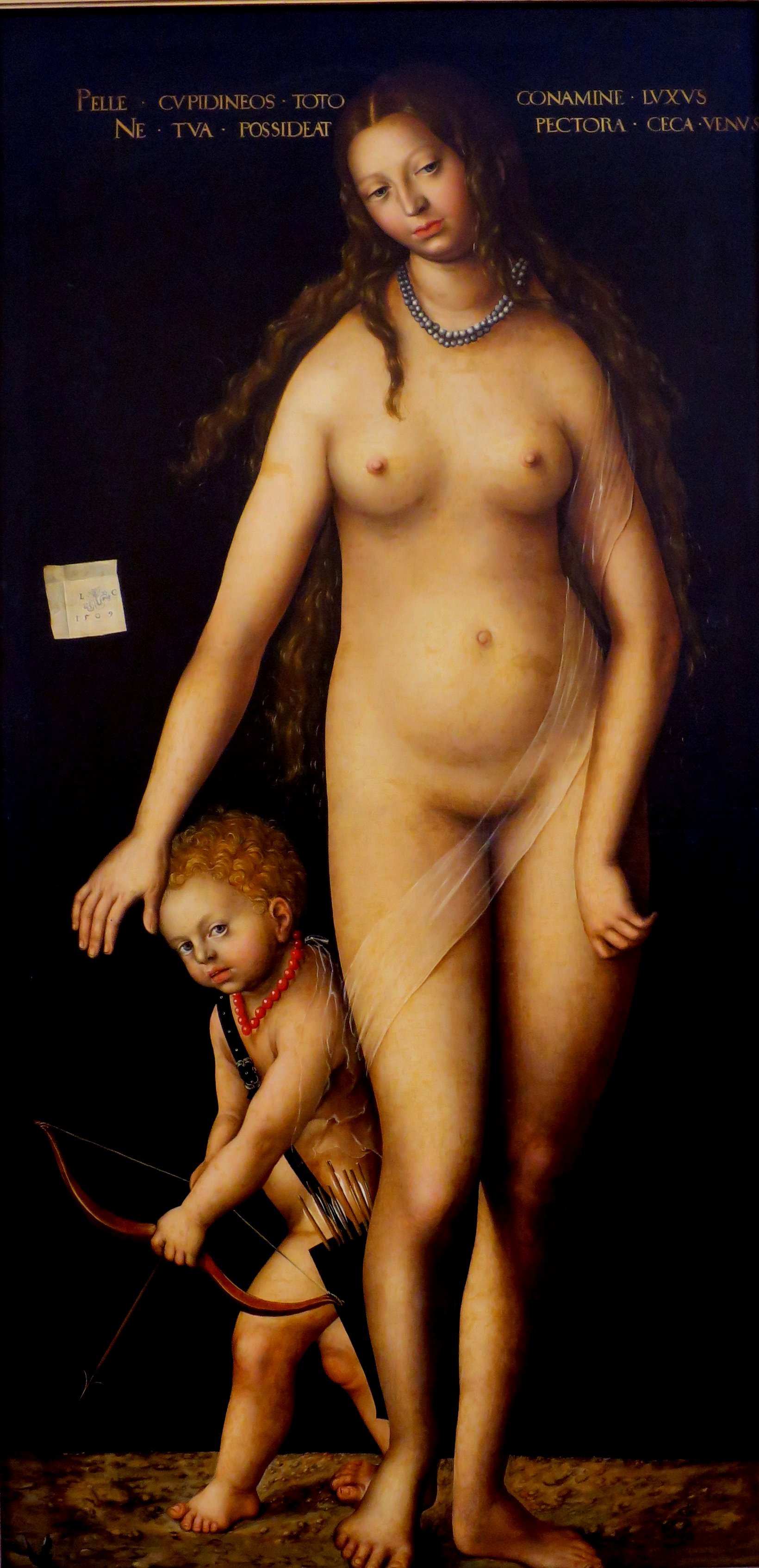
『ヴィーナスとキューピッド』、エルミタージュ美術館、1509年
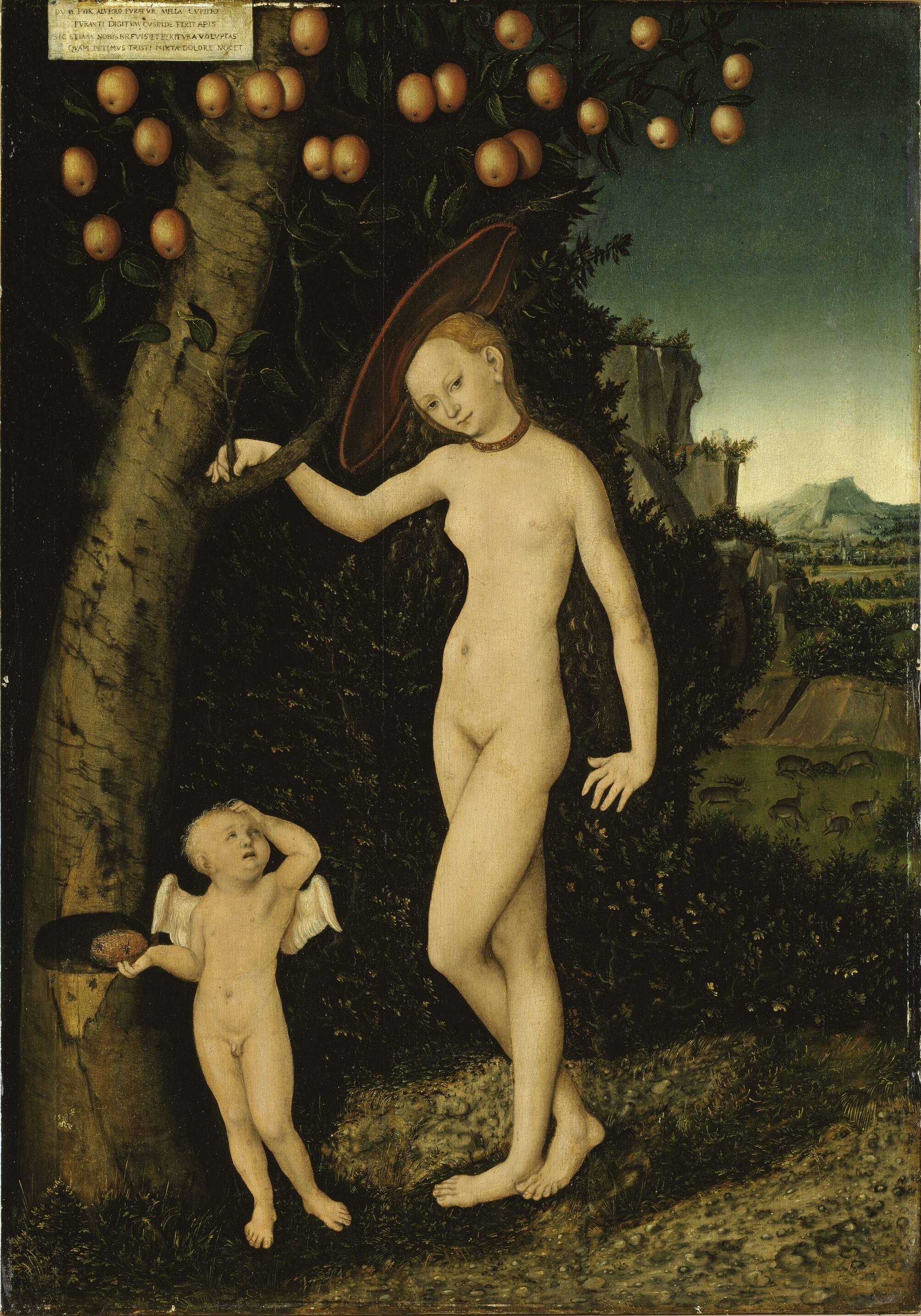
『ハチミツ泥棒のキューピッドといるヴィーナス』、ギュストロウ宮殿、1527年
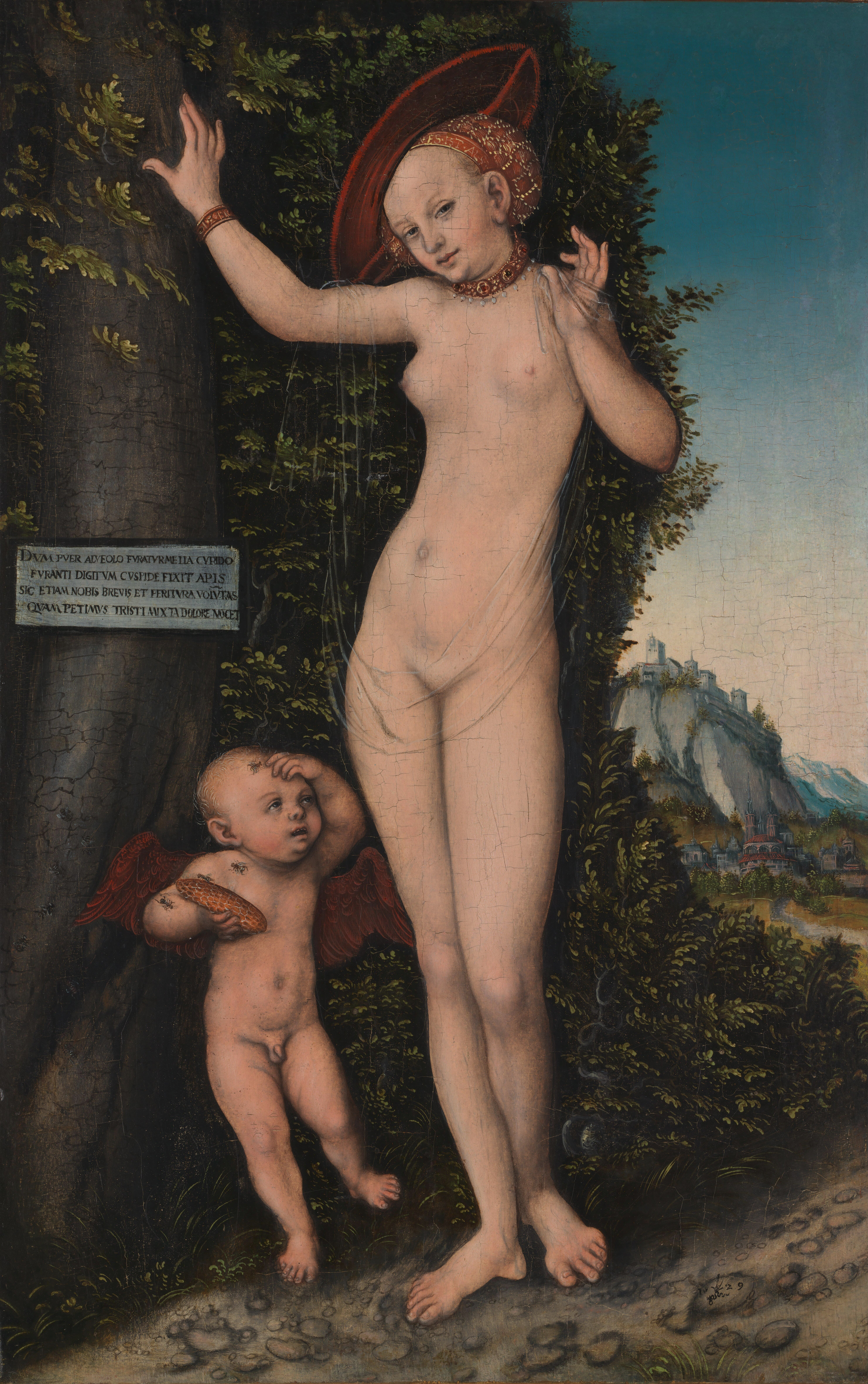
『ヴィーナスとキューピッド』、ナショナル・ギャラリー (ロンドン)、1529年
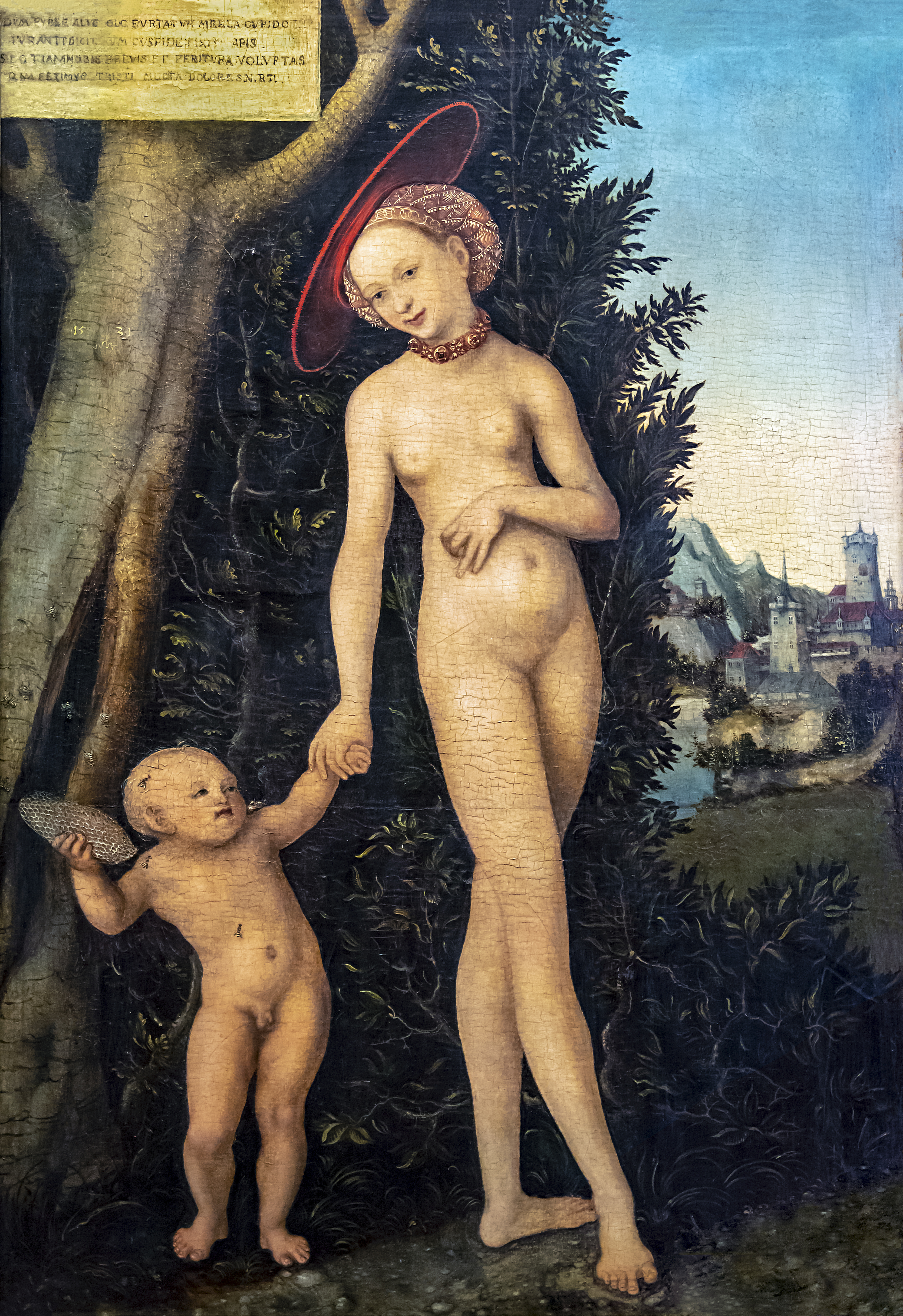
『ヴィーナスとキューピッド』、バンベール財団（英語版）、トゥールーズ、1531年
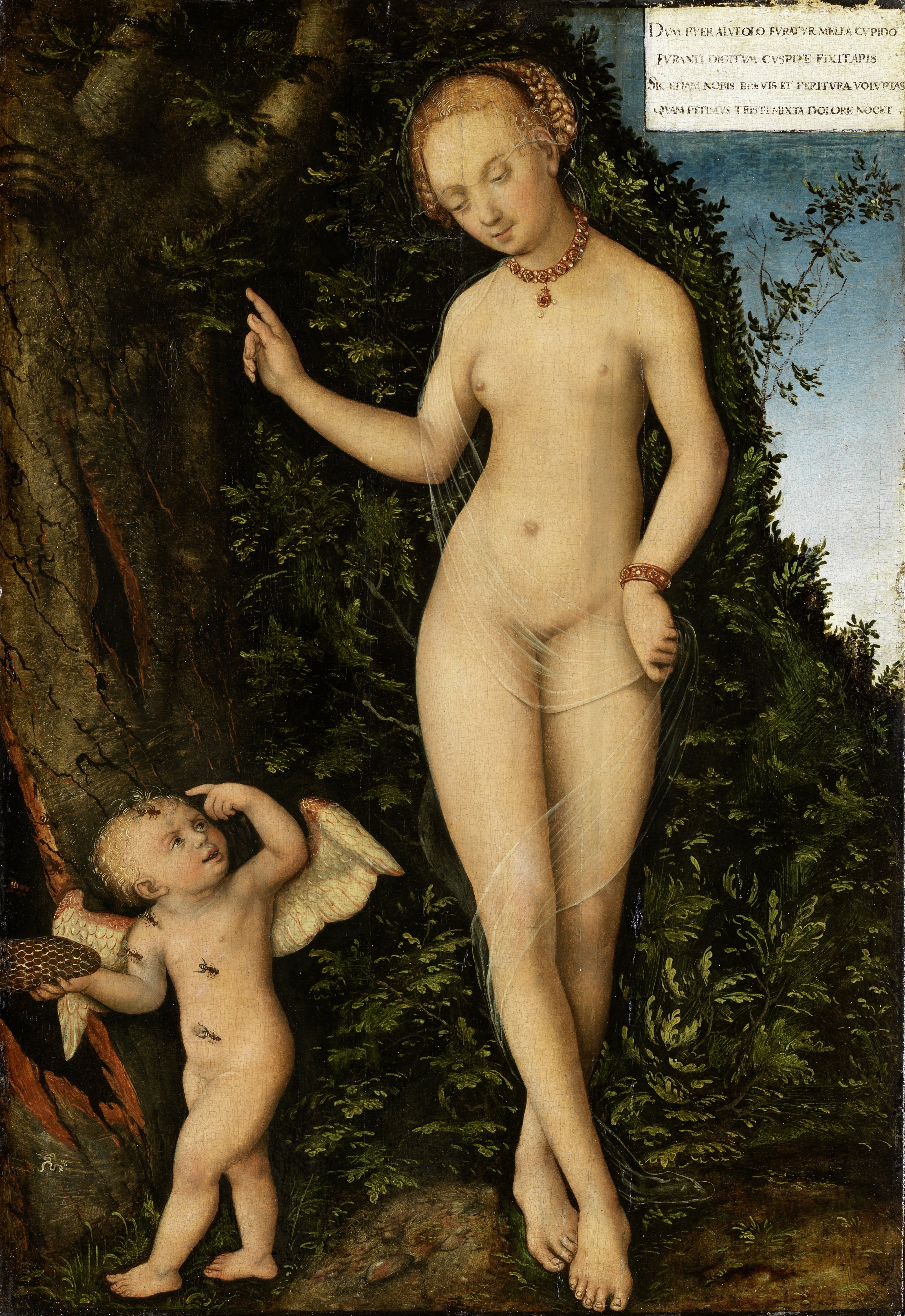
『ハチミツ泥棒のキューピッドといるヴィーナス』、ゲルマン国立博物館、ニュルンベルク、1537年
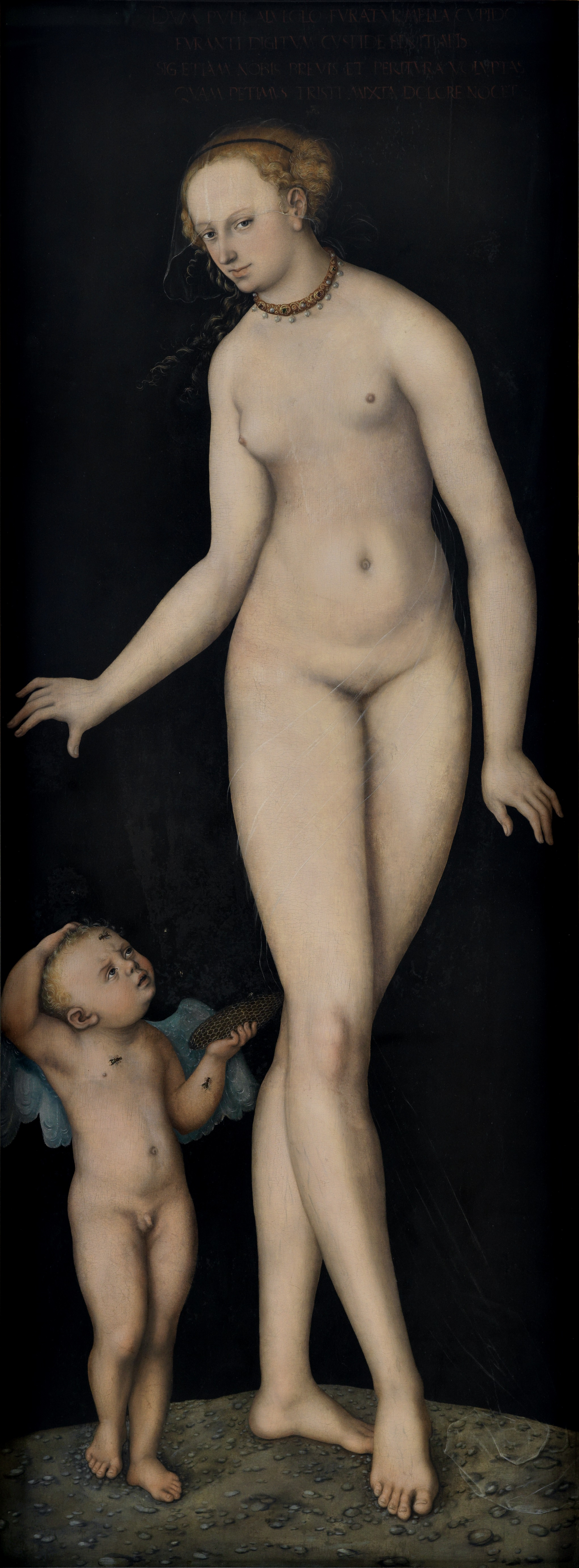
『ハチミツ泥棒のキューピッドといるヴィーナス』、ゲルマン国立博物館、ニュルンベルク、1537年以降
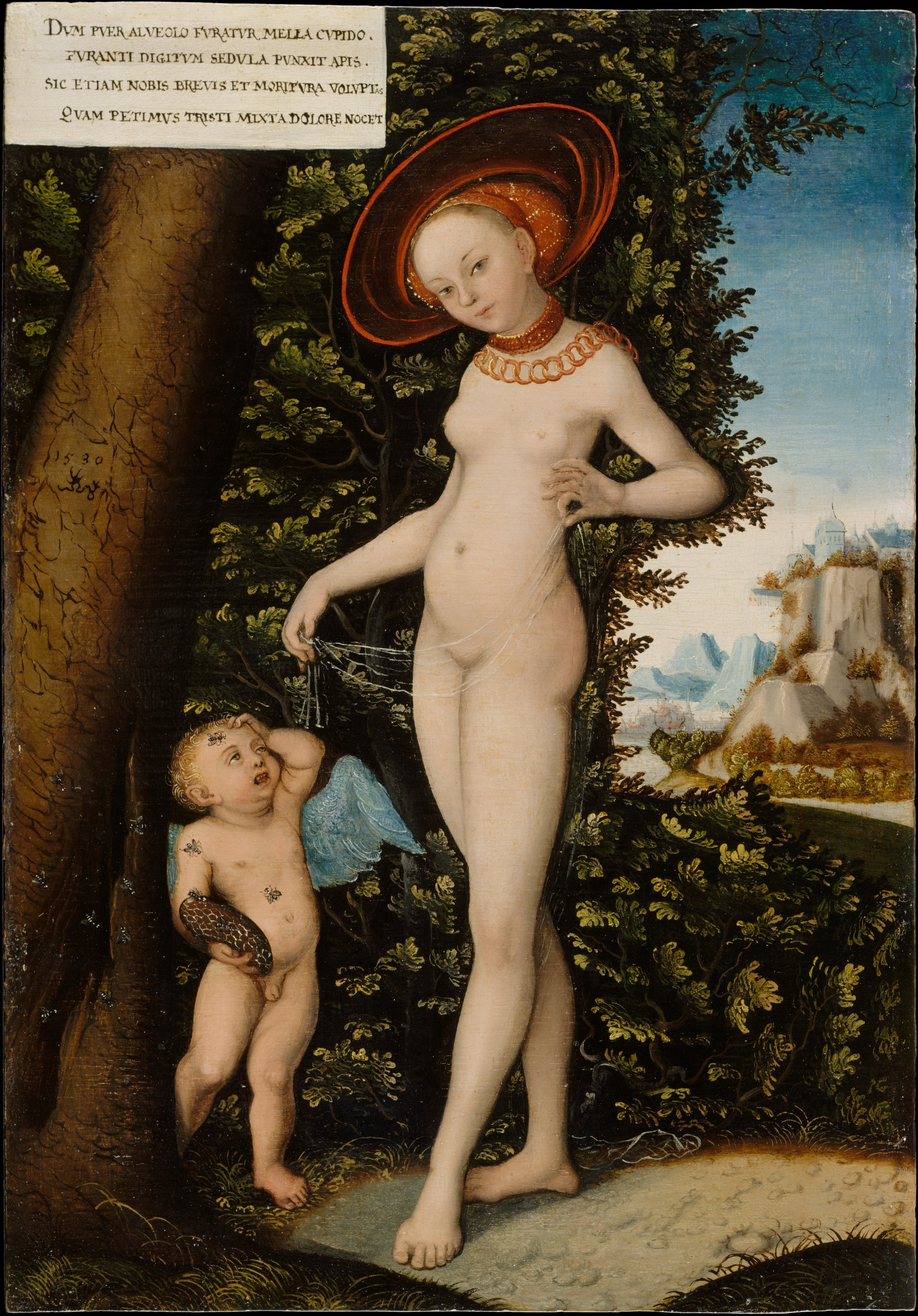
クラナッハの追随者『ハチミツ泥棒のキューピッドといるヴィーナス』、メトロポリタン美術館、1580-1620年
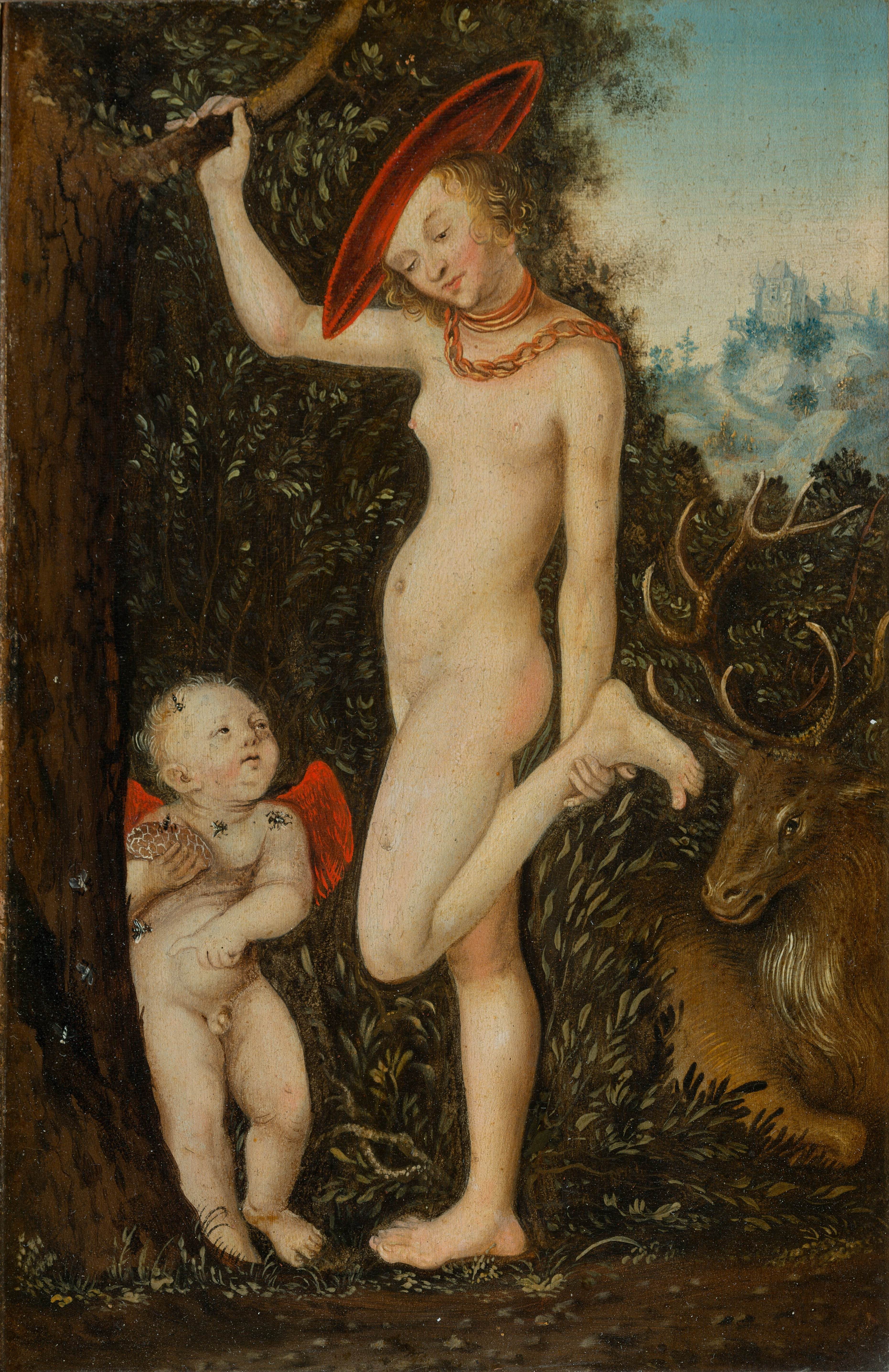
『ハチミツ泥棒のキューピッドといるヴィーナス』、プラハ、1575-1615年
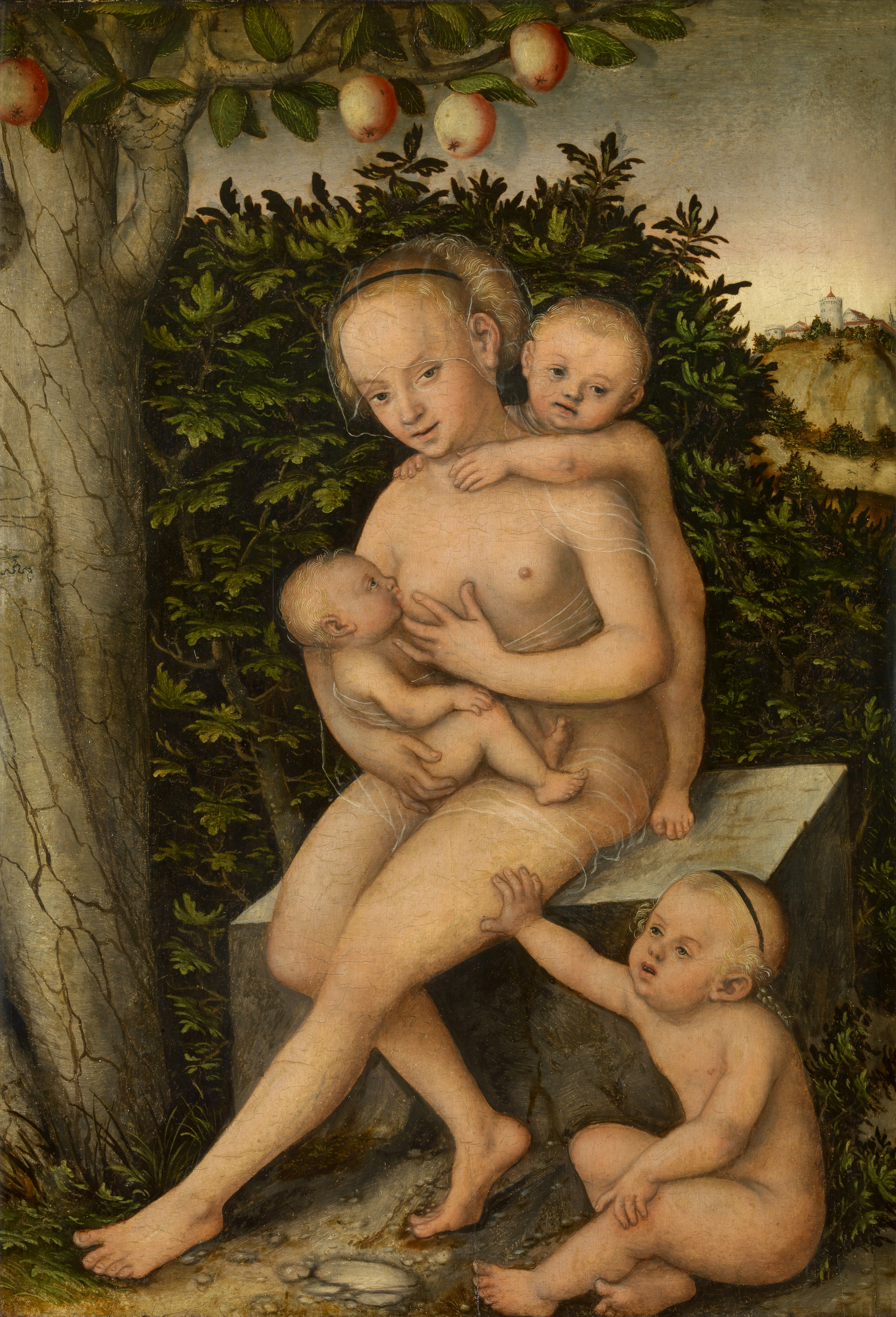
『慈愛』、アントワープ王立美術館、1537年頃